# 亀田和明
亀田 和明（かめだ かずあき）は、日本の外交官。外務省総合外交政策局外交政策調整官、外務省研修所総括指導官等を経て、ウガンダ駐箚特命全権大使。

## 人物・経歴
北海道赤平市出身。1978年北海道大学法学部卒業、外務省入省。旧ユーゴスラビア等で勤務し、外務省欧州局東欧課課長補佐、在オークランド日本国総領事館領事、在ウガンダ日本国大使館参事官、外務省総合外交政策局総務課外交政策調整官、在セルビア日本国大使館参事官等を経て、2013年外務省研修所総括指導官。2016年6月から2020年10月まで駐ウガンダ特命全権大使を務め、日本政府の有償資金協力によるナイル川源流橋の開通式に佐藤正久外務副大臣らと参加するなどした。2022年札幌大学非常勤講師。

## 著作
- 柴宜弘 ,石田信一共編著『クロアチアを知るための60章』明石書店 2013年